# Sabine Bischoff
Sabine Bischoff (21 de mayo de 1958-6 de marzo de 2013) fue una deportista alemana que compitió para la RFA en esgrima, especialista en la modalidad de florete.
Participó en los Juegos Olímpicos de Los Ángeles 1984, obteniendo una medalla de oro en la prueba por equipos. Ganó siete medallas en el Campeonato Mundial de Esgrima entre los años 1979 y 1986.

## Palmarés internacional
| Juegos Olímpicos   | Juegos Olímpicos             | Juegos Olímpicos  | Juegos Olímpicos    |
| Año                | Lugar                        | Medalla           | Prueba              |
| ------------------ | ---------------------------- | ----------------- | ------------------- |
| 1984               | Los Ángeles (Estados Unidos) | Medalla de oro    | Florete por equipos |
| Campeonato Mundial |                              |                   |                     |
| Año                | Lugar                        | Medalla           | Prueba              |
| 1979               | Melbourne (Australia)        | Medalla de bronce | Florete por equipos |
| 1981               | Clermont-Ferrand (Francia)   | Medalla de plata  | Florete por equipos |
| 1982               | Roma (Italia)                | Medalla de bronce | Florete por equipos |
| 1983               | Viena (Austria)              | Medalla de plata  | Florete por equipos |
| 1985               | Barcelona (España)           | Medalla de oro    | Florete por equipos |
| 1985               | Barcelona (España)           | Medalla de plata  | Florete individual  |
| 1986               | Sofía (Bulgaria)             | Medalla de bronce | Florete por equipos |